# Jean Perniceni
Jean Perniceni, né le 5 avril 1930 à Paris et décédé le 9 juin 2010 dans la même ville, est un ancien joueur et entraîneur français de basket-ball. Il évoluait au poste d'ailier.

## Palmarès
- Finaliste du championnat d'Europe 1949
- 3e du championnat d'Europe 1951
- 3e du championnat d'Europe 1953
- Champion de France 1953, 1954, 1958, 1960
- Vainqueur de la coupe de France 1958, 1959
- Intronisé à l'Académie du basket-ball français en 2009